# Kuhreiher
Der Kuhreiher (Ardea ibis, Synonym: Bubulcus ibis) gehört zur Familie der Reiher aus der Ordnung Pelecaniformes. Er ist weltweit verbreitet und fehlt nur auf der Antarktika, sein Verbreitungsgebiet hat sich insbesondere im Verlauf des 20. Jahrhunderts stark ausgedehnt. Es werden zwei Unterarten unterschieden, die von einigen Autoren auch als eigene Arten aufgefasst werden.
Die IUCN stuft den Kuhreiher als nicht gefährdet (least concern) ein.

## Aussehen

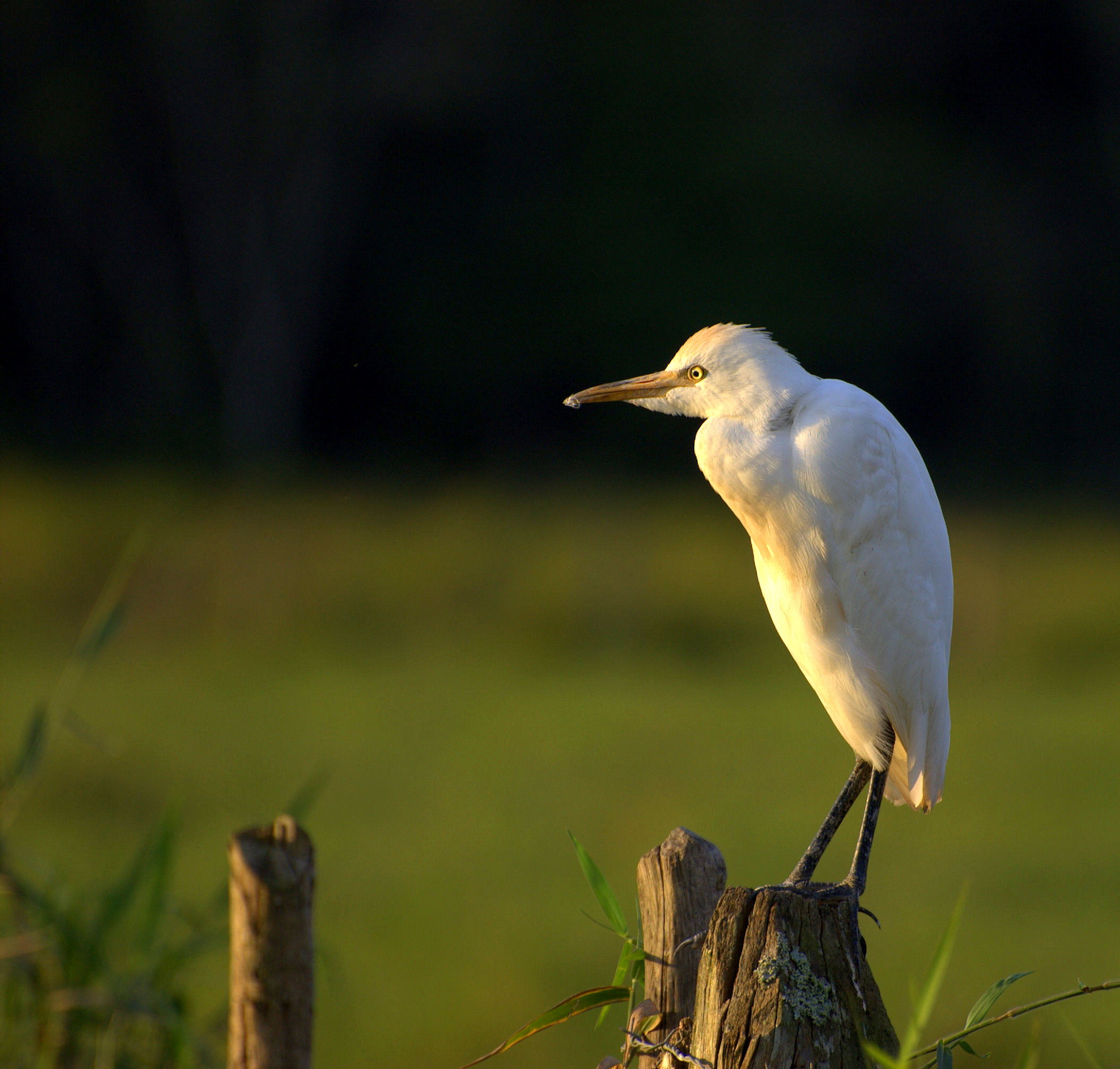
Kuhreiher in Brasilien

Der Kuhreiher erreicht eine Körperlänge von 46 bis 56 Zentimeter und wiegt zwischen 300 und 400 Gramm. Die Flügelspannweite beträgt 88 bis 96 Zentimeter.
Auf den ersten Blick erinnert der Kuhreiher an den Rallenreiher, der jedoch etwas dunkler und kleiner ist. Ausgewachsene Tiere besitzen ein hauptsächlich weißes Gefieder, einen gelben Schnabel und gelbe bis rötliche, außerhalb der Brutzeit schwarze Beine. Außerhalb der Fortpflanzungszeit ist die Augenumgebung grünlich bis gelb. Im Prachtkleid zur Brutzeit trägt der Kuhreiher Federbüschel auf dem Kopf und rotbräunlich gefärbte Federn auf Rücken, Brust und Kopf. Die Augenumgebung ist dann blau, während der Hochbalz sind außerdem der Schnabel und die Zügel rötlich.

## Verbreitung

### Verbreitung weltweit

Verbreitungsgebiete des Kuhreihers:
nur Brutgebiet
ganzjährig
außerhalb der Brutsaison

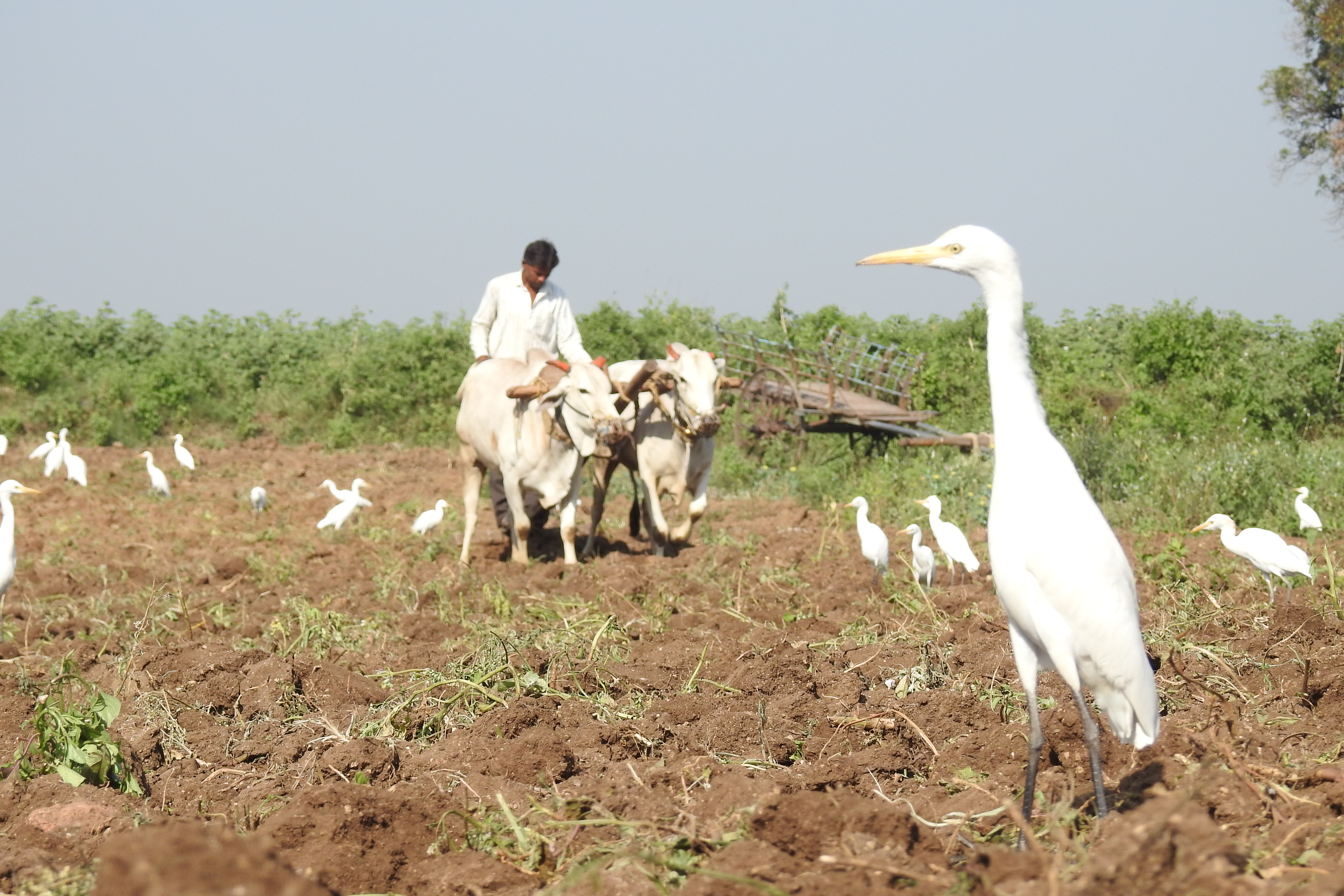
Kuhreiher in Maharashtra, Indien

Ausbreitung in Süd- und Nordamerika

Ursprünglich war der Kuhreiher nur in der alten Welt beheimatet. Die Nominatform Bubulcus ibis ibis kam in Südeuropa, Nordwestafrika, der Region südlich der Sahara, auf Madagaskar und anderen Inseln des Indischen Ozeans, im Süden der Türkei und im Südwesten Asiens sowie in Südrussland vor. Die Unterart Bubulcus ibis coromandus ist von Vorderindien über Südchina bis nach Südjapan, Korea und den Sundainseln verbreitet.
Der Kuhreiher hat sich im Verlauf des 20. Jahrhunderts stark ausgebreitet. Er hat dabei von der Umwandlung von Waldgebieten in Weideland profitiert. Die Bestandszahlen sind vor allem in Regionen mit hohen jährlichen Niederschlagsmengen gestiegen. Der Bestandsanstieg wurde insbesondere dann begünstigt, wenn die Region zuvor eine niedrige Dichte an Megaherbivoren aufwies und mittlerweile intensiv als Weideland genutzt wird. Die Arealausweitung in afrikanische und australische Regionen mit niedrigeren Niederschlagsmengen wurde durch die Anlage künstlicher Gewässer und Bewässerungsanlagen unterstützt. Landwirte schätzen gewöhnlich die Ansiedlung von Kuhreihern, da sie Weideschädlinge fressen. Eine hohe Dichte an Kuhreihern trägt dazu bei, die Zahl der Schildzecken zu reduzieren, die an Rindern saugen.

### Ausbreitung in Amerika, Australien und Neuseeland
Um das Jahr 1877 waren erste Kuhreiher in Südamerika zu sehen, ab 1930 besiedelte die Art von Britisch-Guayana ausgehend Nord- und Südamerika. Das amerikanische Verbreitungsgebiet reicht heute von Kanada, wo diese Art ab 1940 einwanderte, über Mittelamerika bis nach Chile. Auf Hawaii wurde die Art 1949 eingeführt. Mittlerweile ist der Kuhreiher eine der häufigsten Reiherarten der warm-gemäßigten Regionen Amerikas.
Im australischen Northern Territory wurden 1933 18 Kuhreiher ausgewildert, die aus Indien stammten. Diese Einführung gilt aber als nicht erfolgreich. 1949 wurden erstmals im nur dünn besiedelten Landkreis Oenpelli des Northern Territorys Kuhreiher beobachtet. Die Reiher waren hier bereits so zahlreich anzutreffen, dass man es für unwahrscheinlich hält, dass sie von den 1933 ausgewilderten Reihern abstammten. Zwischen 1949 und 1979 beobachtete man gleichzeitig immer wieder Irrgäste in der westaustralischen Region Pilbara. Die erste Brut in Westaustralien wurde jedoch erst 1980 in der Nähe von Wyndham beobachtet. Bereits 1954 wurden brütende Kuhreiher in New South Wales im Südosten Australiens beobachtet, dort wuchs die Population innerhalb von 20 Jahren auf 2.300 Brutpaare an. Mittlerweile ist der Kuhreiher eine in Australien weit verbreitete und lokal häufige Reiherart. Ein Verbreitungsschwerpunkt ist der Norden Australiens von Wyndham bis Arnhemland sowie der Osten Australiens von Bundaberg in Queensland bis in den äußersten Südosten Australiens und Tasmanien. Kuhreiher sind außerdem zahlreich in einer Region im Südwesten Australiens, die von Perth bis nach Esperance reicht.
Ausgehend von Australien wurde auch Neuseeland von Kuhreihern besiedelt. Die erste gesicherte Beobachtung gibt es aus dem Jahr 1963. Mittlerweile erreichen Irrgäste Neuseeland regelmäßig in den Monaten April bis Mai die Westküste Neuseelands. Die Zahl schwankt dabei sehr stark. 1986 zählte man beispielsweise mehr als 3200 Kuhreiher, 1988 ging die Zahl auf 1142 Reiher zurück. Bruten wurden im 20. Jahrhundert in Neuseeland nicht festgestellt.

### Verbreitung in Europa

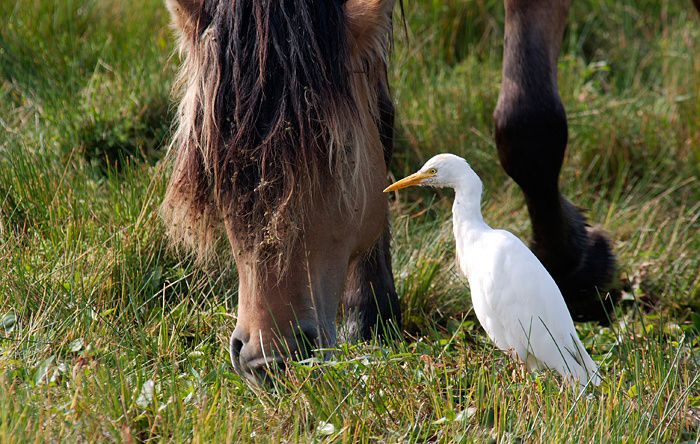
Kuhreiher profitieren von einer Zunahme der Weidewirtschaft

Der europäische Gesamtbestand betrug in den 1970er Jahren etwa 50.000 Brutpaare. Seitdem hat der Bestand teils stark zugenommen. Europäischer Verbreitungsschwerpunkt ist die Iberische Halbinsel. Allein dort kommen seit den 1990er Jahren mehr als 80.000 Brutpaare vor. Auch in Frankreich gibt es einen zunehmenden Brutvogelbestand. In Mitteleuropa kommt die Art in geringer Zahl als Brut- und Jahresvogel in Belgien und den Niederlanden vor. In Belgien brütet sie seit 1998, im Jahr 2000 gab es schon neun Nester. In den Niederlanden brütet der Kuhreiher gleichfalls seit 1998. In den übrigen mitteleuropäischen Ländern ist er regelmäßig zu beobachten. Dies ist zum Teil auch darauf zurückzuführen, dass der Bestand in Südwesteuropa zugenommen hat und es dadurch verstärkt einen Einflug in Mitteleuropa gibt. In Österreich wurden brütende Kuhreiher erstmals 2022 am Unteren Inn beobachtet. Daneben gibt es eine Reihe von Gefangenschaftsflüchtlingen. Kuhreiher werden in über 100 europäischen Zoos gehalten; es existieren aber auch viele freifliegende Kolonien in den mitteleuropäischen Tiergärten.
Für Deutschland wurde im August 2023 erstmals ein Brutpaar in Bayern nachgewiesen.

### Wanderungen

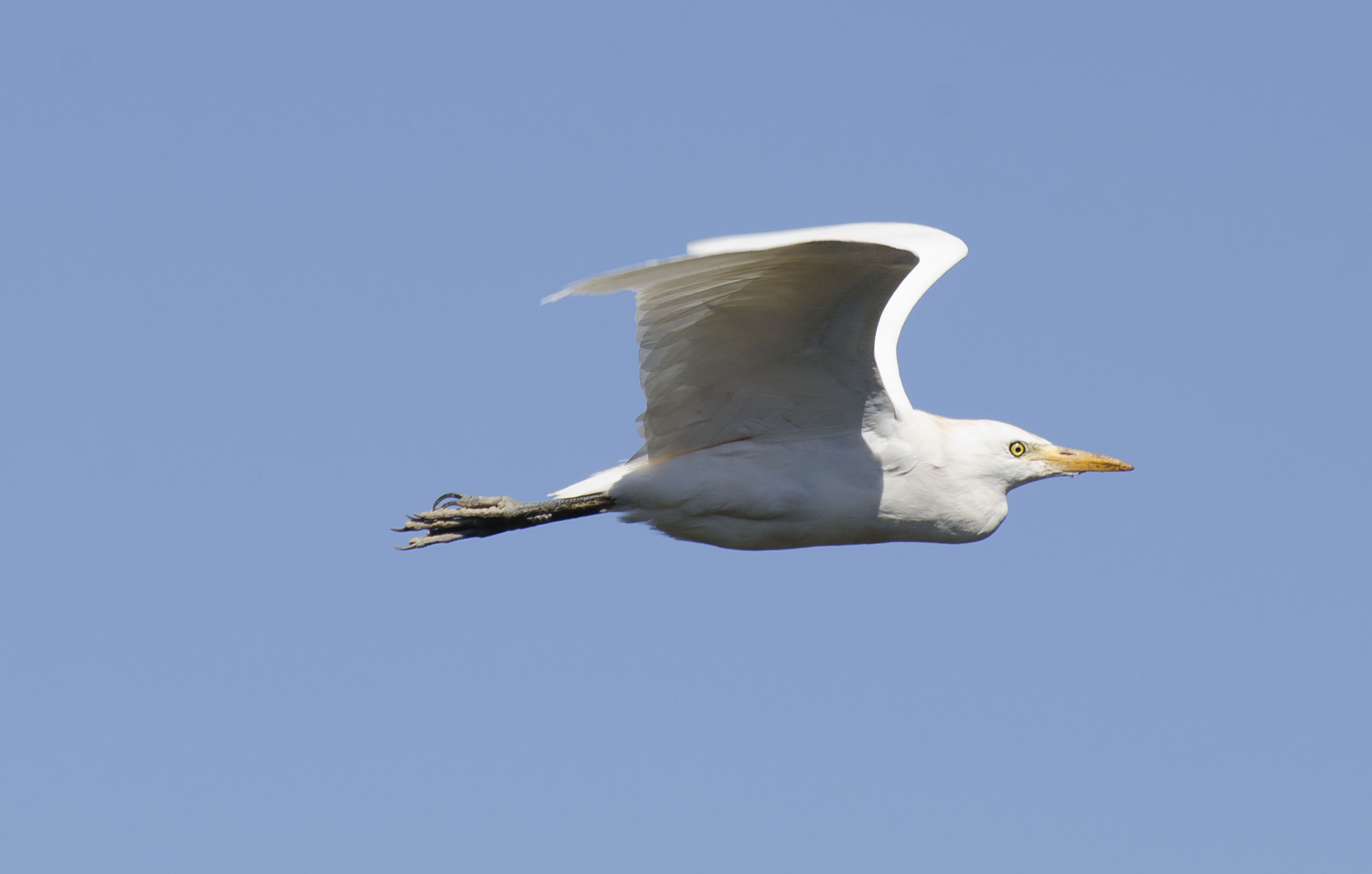
Fliegender Kuhreiher

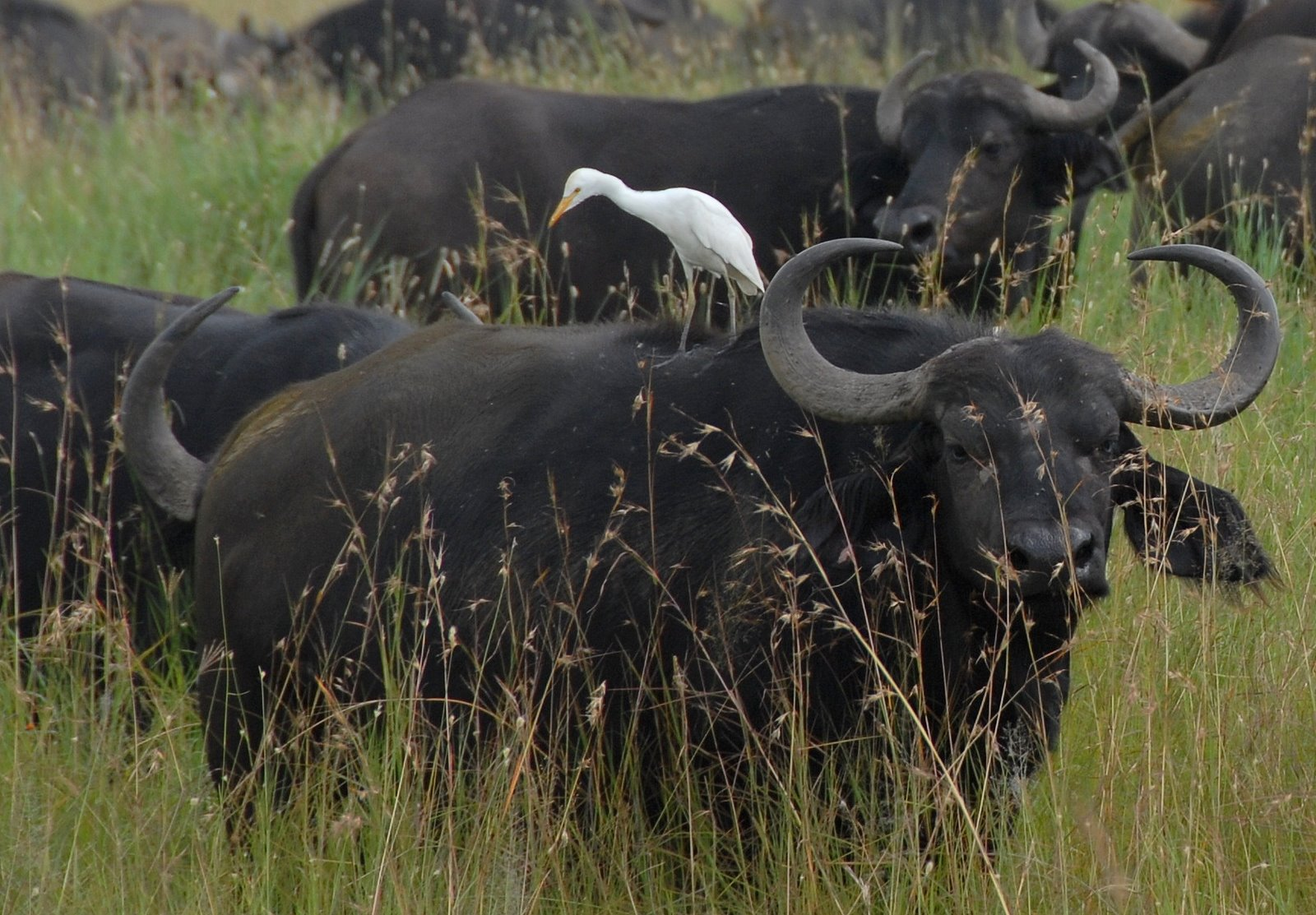
Kuhreiher auf einem Kaffernbüffel im Serengeti-Nationalpark

Der Kuhreiher ist ein Kurzstreckenzieher beziehungsweise Teilzieher. Die Brutvögel Spaniens wandern ungerichtet ab, wobei hierbei nicht deutlich zwischen nachbrutzeitlichen Streuungswandungern und einem Wegzug zu trennen ist. Bei den Nordafrikanischen Kuhreihern erfolgen zum Teil sehr weite Flüge zu Nahrungsgründen, es ist aber kein Zug zu beobachten. Auch die Brutvögel in Südfrankreich sind dort Überwinterer. Einzelne Wanderungen europäischer Brutvögel bis nach Südafrika sind nachgewiesen, jedoch handelt es sich hier ebenfalls mehr um Zerstreuungswanderungen als um einen gerichteten Zug.

## Lebensraum
Im Gegensatz zu anderen paläarktischen Reihern ist der Kuhreiher nicht sehr stark an Wasser gebunden. Er fängt auch gerne Insekten in trockeneren Gebieten wie Feldern und Weiden. Oft bewegt er sich zwischen Viehherden, auch setzt er sich gerne weidenden Tieren auf den Rücken. Daneben kommt er auch in sumpfigen Gebieten sowie auf Überschwemmungsflächen vor. Er schließt sich sehr häufig pflanzenfressenden Großsäugern an oder folgt auch pflügenden Bauern.

## Lebensweise

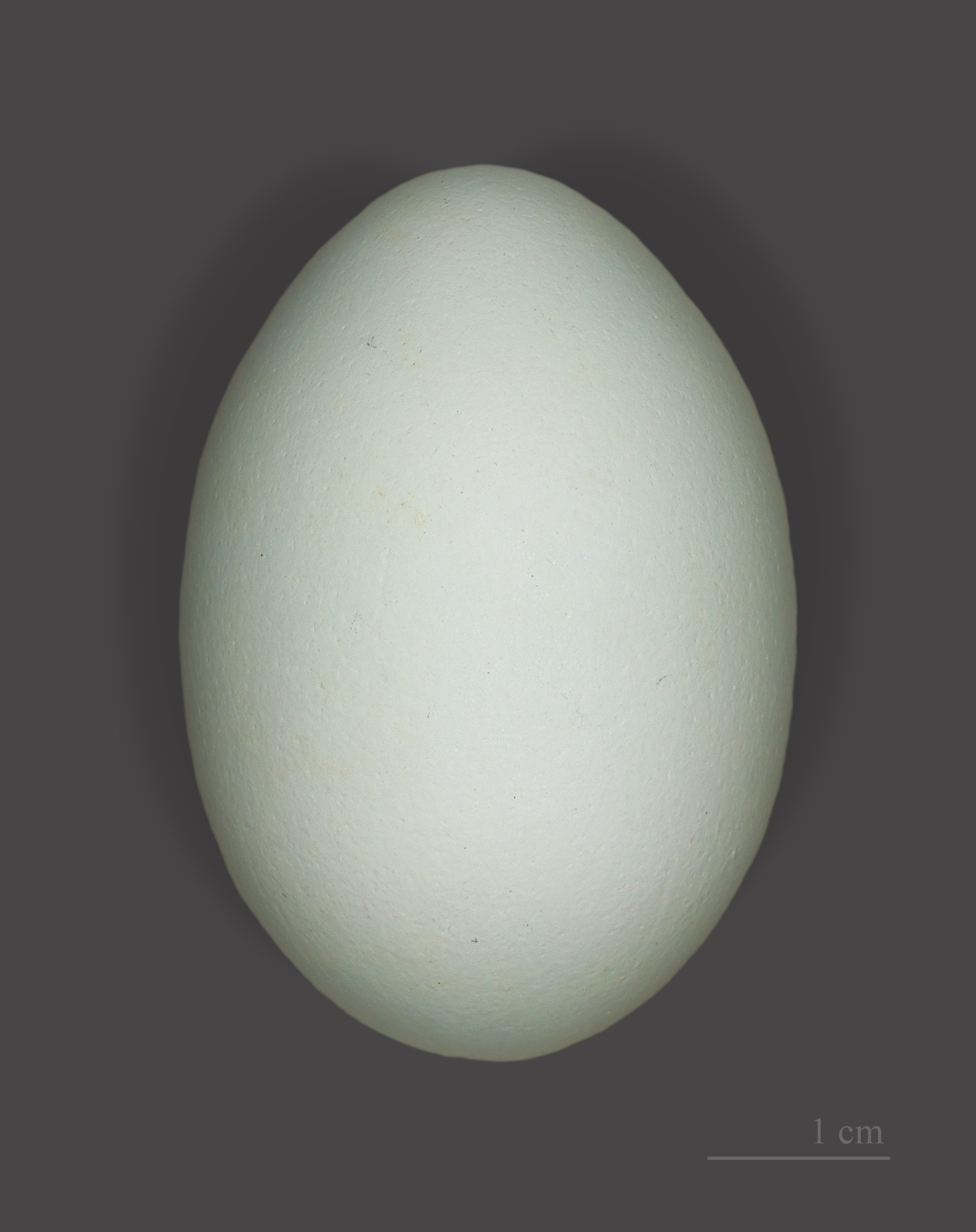
Ei eines Kuhreihers

Kuhreiher sind tagaktive Vögel und sind außerdem sehr sozial. Sie sind regelmäßig in kleinen Trupps auf Nahrungssuche, wobei die Gruppenjagd die Effizienz der Nahrungssuche erhöht. Lediglich individuelle Kleinstterritorien werden verteidigt. Kuhreiher nisten in Kolonien und sind dabei häufig mit anderen Reiherarten vergesellschaftet.
Zum Nahrungsspektrum des Kuhreihers gehören Heuschrecken, Spinnen, Zecken, Frösche, Reptilien und kleinere Säugetiere. In Australien frisst der Kuhreiher auch Aga-Kröten. Im Winterhalbjahr spielen Regenwürmer eine größere Rolle im Nahrungsspektrum. Während der Nahrungssuche folgen Kuhreiher weidendem Vieh wie Schafen, Ziegen, Pferden und Kühen. Regelmäßig lesen sie auch Ektoparasiten von weidendem Vieh ab.+

### Fortpflanzung
Ihre Geschlechtsreife erreichen Kuhreiher im 2. Lebensjahr. Sie führen eine monogame Saisonehe, wobei Bigynie jedoch beobachtet werden kann. Die Nester werden auf Bäumen oder in Büschen sowie im Röhricht errichtet. Gewöhnlich trägt das Männchen das Nistmaterial ein, das das Weibchen in durchschnittlich sechs bis sieben Tagen zu einem Nest verbaut. Der Legebeginn ist im April. Die Gelege umfassen in der Regel vier bis fünf Eier, wobei ein Legeabstand von ein bis zwei Tagen besteht. Die Eier werden von beiden Elternvögeln 22 bis 26 Tage lang bebrütet. Die Jungvögel schlüpfen asynchron und werden erst ab dem 10. Tag von den Elternvögeln auch allein gelassen. Mit etwa 20 Tagen verlassen sie das Nest. Sie sind jedoch erst mit 25 bis 35 Tagen flügge.

### Parasiten
Duplicaecum ibisi ist ein im Magen von Kuhreihern vorkommender Parasit.

## Belege

### Einzelbelege
1. ↑  Liste der Vogelnamen der IOU: IOC World Bird List.
2. ↑  Bauer et al., S. 259.
3. ↑  Higgins, S. 1018.
4. ↑  Higgins, S. 1020.
5. ↑  Higgins, S. 1018.
6. ↑  Higgins, S. 1020.
7. ↑  Bauer et al., S. 259 und S. 260.
8. ↑  Bauer et al., S. 259.
9. ↑  Erstmals brüten Kuhreiher in Österreich. orf.at, 8. Juli 2022.
10. ↑  Kuhreiher auf Zootierliste.de, abgerufen am 8. Juli 2022.
11. ↑  Lars Svensson (Text, Karten), Killian Mullarney, Dan Zetterström (Illustrationen und Bildlegenden): Der Kosmos Vogelführer: alle Arten Europas, Nordafrikas und Vorderasiens. 2. Auflage. Kosmos, Stuttgart 2011, ISBN 978-3-440-12384-3, S. 82 (schwedisch: Fågelguiden. Übersetzt von Peter H. Barthel).
12. ↑  "Sensation": Erstmals brüten Kuhreiher am Altmühlsee. 10. August 2023, abgerufen am 10. August 2023.
13. ↑  Bauer et al., S. 259.
14. ↑  Higgins, S. 1021.
15. ↑  Codrops: Kuhreiher - Steckbrief, Verbreitung, Bilder. Abgerufen am 10. Mai 2022 (deutsch).
16. ↑  Vogelarten: Graureiher (Ardea alba). Abgerufen am 10. Mai 2022.
17. ↑  Bauer et al., S. 260.
18. ↑  G. Majumdar, G. K. Chakravarty: New nematodes from birds. Part II. In: Zeitschrift für Parasitenkunde. Band 23, 1963, S. 405–410.